# Carmichaelia curta
Carmichaelia curta là một loài thực vật có hoa trong họ Đậu. Loài này được Petrie miêu tả khoa học đầu tiên.